# غاية
الغاية بمعنى الغرض، وتسمّى علّةٌ غائيةٌ أيضًا. وهي ما لأجله أقدم الفاعل على فعله. وهي ثابتةٌ لكلّ فاعلٍ فعل بالقصد أوالاختيار، فالفاعل إنّما يقصد الفعل لغرضٍ، فلا توجد في الأفعال غير الاختيارية ولا في أفعاله تعالى.